# Double, Double, Boy in Trouble
«Double, Double, Boy in Trouble» (с англ. — «Дважды, две, мальчишечьи проблемы») — третья серия двадцатого сезона мультсериала Симпсоны, премьера которого прошла 19 октября 2008 года.

## Сюжет
Ленни крупно выигрывает в лотерею, и по этому поводу устраивает для всех своих друзей вечеринку в шикарном отеле. На вечеринке Барт встречает своего двойника — Саймона Вустерфилда (сразу после устроенной хулиганской выходки на вечеринке, подстроенной Бартом), наследника богатейшей семьи. Убедившись, что они похожи как две капли воды, Барт и Саймон решают поменяться одеждой и выдать себя друг за друга.
Барт начинает жизнь в великолепном поместье Вустерфилдов. Поначалу обрадованный роскошью, вскоре он знакомится со сводными братом и сестрой Саймона, которые ненавидят его как конкурирующего наследника. Мистер Бёрнс рассказывает Барту (принимая его за Саймона), что он тоже когда-то был самым младшим в большой семье, но получил наследство, подстроив безвременную смерть своих старших братьев и сестёр («несчастные случаи и отравленный картофель»). Бёрнс предупреждает Барта-Саймона, что его собственные сводные брат и сестра могут быть столь же коварны: «Нельзя предугадать, когда они нанесут удар: несчастье на лодочной прогулке, трагедия во время поездки на горнолыжный курорт… Не сомневайся, рано или поздно они тебя достанут…»
Барт приходит в ужас от такой перспективы. Когда сводный брат приглашает Барта на альпийский курорт Аспен, Барт понимает, что на него готовится покушение.
Тем временем Саймон Вустерфилд обживается в семье Симпсонов. Однако Лиза распознаёт подмену, заметив странные изменения в поведении брата: он вежливо выслушивает бред дедушки Симпсона, говорит «оконный проём» вместо «окно» и не хулиганит. Лиза обличает Саймона и заставляет его рассказать обо всём родителям. В сцене признания Гомер воображает, что перед ним «Барт из будущего», который переместился во времени, чтобы предупредить о несчастье.
Взволнованная семья Симпсонов отправляется в Альпы как раз вовремя, чтобы спасти Барта, которого брат и сестра Вустерфилд столкнули с крутого горного склона.

## Культурные отсылки
- Основной сюжет серии пародирует роман Марка Твена «Принц и нищий».
- Ленни на своей вечеринке поёт музыкальную тему из сериала «Золотые девочки» — «Thank You for Being a Friend» Эндрю Голда.
- Моя посуду, Мардж пародирует музыкальную композицию «Lovin' You» Минни Рипертон.
- На вечеринке у Ленни Барт проникает на склад и запускает хранившихся там пылесосов-роботов — сцена напоминает момент из фильма «Терминатор 3», где Т-Х запускает ряды роботов Т-1.
- Месяц роктябрь — отсылка к видеоигре Brutal Legend.

## Саундтрек
- Хэнк Азариа — «Thank You for Being a Friend»
- Джулия Кавнер — «Lovin' You»[1]
- Нана Кидате — «Kibou no Kareka»[2]